# Liam Davison
Liam Patrick Davison (Melbourne, 29 de julho de 1957 – Voo Malaysia Airlines 17, 17 de julho de 2014) foi um romancista australiano. Ensinou escrita criativa no Instituto Chisholm, em Melbourne. Ganhou prêmios como o Prêmio The Age de Livro do Ano e o Prêmio Literário Victorian Premier. Às vezes, escrevia resenhas para o jornal The Australian.
Davison nasceu em Melbourne. Era casado e tinha dois filhos.
Davison e sua esposa estavam a bordo do voo Malaysia Airlines 17 quando foi abatido em 17 de julho de 2014, matando todas as pessoas a bordo. Tinha 56 anos. O voo foi planejado para ir de Amsterdã a Kuala Lumpur, na Malásia, mas foi abatido perto de Hrabove, na Ucrânia. Ele e sua esposa estavam entre os 36 cidadãos e residentes australianos mortos.

## Obras
- The Velodrome (1988)
- The Shipwreck Party (antologia) (1989)
- Soundings (1993)
- The White Woman (1994)
- The Betrayal (1999)
- The Spirit of Australia (com Jim Conquest) (1999)
- The Florilegium (2001)
- Collected Stories (1999, 2001, 2003, 2011, 2012, 2013)